# Rišard Kurylo
Rišard Kurylo  (poln. Ryszard Kurylo, lit. Ričardas Kurylo; * 4. Januar 1943 in Kaptarūnai, Rajon Pastawy, Wizebskaja Woblasz, Belarussische SSR) ist ein litauischer Schachspieler polnischer Herkunft.

## Leben
Nach dem Abitur an der Mittelschule absolvierte Kurylo 1966 das Diplomstudium des Radioingenieurwesens am Politechnikos institutas in Kaunas. Danach promovierte er in Technologie und 1989 wurde Kandidat  der technischen Wissenschaften. Von 1966 bis 1995 arbeitete er im  Ventos-Forschungsinstitut und von 1996 bis 1997 als stellvertretender Vorsteher einer Zeche im Unternehmen UAB Skaiteks. Von 1997 bis 2001 war er Projektierungsgruppenleiter bei Multilink Technology, von 2002 bis 2005 High Performance Technology. Von 2005 bis 2008 war er wissenschaftlicher Leiter bei Lime Microsystems.
2005 wurde er zum Internationalen Fernschachmeister ernannt.
Von 1998 bis 2004 war er Vizepräsident der Lietuvos korespondencinių šachmatų federacija.